# Kolombangaraboszanger
De kolombangaraboszanger (Phylloscopus amoenus) is een zangvogel uit de familie Phylloscopidae.

## Verspreiding en leefgebied
Deze soort is endemisch op de Salomonseilanden.